# Ministeriële regeling
Een ministeriële regeling is een regeling die vastgesteld wordt door een minister of staatssecretaris. 

## Nederland
In Nederland is een ministeriële regeling (vroeger: ministeriële beschikking) een door een minister vastgesteld algemeen verbindend voorschrift. Een minister kan zelfstandig ministeriële regelingen vaststellen (bijvoorbeeld de 'Regeling aanwijzing nationale parken'), maar artikel 89 van de Grondwet bepaalt dat 'voorschriften door straffen te handhaven' (oftewel: geboden of verboden) in ministeriële regelingen een wettelijke grondslag behoeven. Ook staatssecretarissen kunnen ministeriële regelingen vaststellen.
De meeste ministeriële regelingen zijn een vorm van wetgevingsdelegatie. Vaak wordt door de wetgever besloten over een raamwet, die vervolgens wordt uitgewerkt in een algemene maatregel van bestuur (AMvB), dat net als de wet in het Staatsblad wordt gepubliceerd. Deze kan vervolgens weer nader worden uitgewerkt in een ministeriële regeling.
Een ministeriële regeling wordt voorbereid op het departement van de betreffende minister. Dit betekent dat de ministerraad en de Eerste en Tweede Kamer niet betrokken zijn bij het opstellen van deze vorm van wetgeving, waardoor het besluitproces versnelt. Ministeriële regelingen worden ook niet ter stemming voorgelegd bij de Eerste Kamer en de Tweede Kamer. Vervolgens wordt de regeling gepubliceerd in de Staatscourant. Soms wordt er gebruikgemaakt van een voorhangprocedure zodat het parlement een extra controlemogelijkheid in handen heeft.

## België
In België is de term ministerieel besluit gangbaar. Dit is een norm in het Belgisch recht die uitgaat van een individuele minister van de federale regering (of van een minister van een gemeenschaps- of gewestregering).
Volgens de Belgische Grondwet is de koning bevoegd voor de uitvoering van de wet. In de praktijk komt dit neer op de federale regering als geheel, die optreedt door middel van een koninklijk besluit. Voor detailmaatregelen kan echter de bevoegde minister individueel optreden. Dit doet hij dan via een ministerieel besluit dat, net als de koninklijke besluiten, eerst in het Belgisch Staatsblad moet verschijnen vooraleer het bindend wordt.